# مزرعه باقر شیبانی
مزرعه باقر شیبانی یک منطقهٔ مسکونی در ایران است که در دهستان کربال واقع شده‌است. مزرعه باقر شیبانی ۸۶ نفر جمعیت دارد.